# Hormius caboverdensis
Hormius caboverdensis är en stekelart som beskrevs av Karl-Johan Hedqvist 1965. Hormius caboverdensis ingår i släktet Hormius och familjen bracksteklar. Inga underarter finns listade i Catalogue of Life.